# Luciano Mendes de Almeida
Pour les articles homonymes, voir Mendes et De Almeida.
Luciano Pedro Mendes de Almeida, né le 5 octobre 1930 à São Sebastião do Rio de Janeiro (Brésil) et décédé le 27 aout 2006 à Sao Paolo (Brésil), est un prêtre jésuite brésilien. Professeur de philosophie et très engagé dans la réflexion sur les questions sociales, il est archevêque de Mariana de 1988 à sa mort en 2006.

## Biographie
Issu de famille nobiliaire aisée Luciano fait ses études secondaires au collège Saint-Ignace de Rio de Janeiro (1941-1945) et entre dans la Compagnie de Jésus le 2 mars 1947. Il fait ses études de philosophie à Nova Friburgo, au Brésil (1951-1953) et de théologie à l’Université pontificale grégorienne de Rome (1955-1959). Le jeune jésuite est ordonné prêtre le 5 juillet 1958, à Rome. Il y continue des études de philosophie (1960-1965) et obtient son doctorat. 
Professeur de philosophie (1965-1972) il n’en est pas moins fort sensible aux problèmes fonciers que rencontrent les paysans au Brésil il oriente sa recherche et son enseignement vers l’engagement social comme dimension importante de la vie chrétienne. Sans être un promoteur de la théologie de la libération il participe au mouvement de ‘praxis’ sociale chrétienne.
Mendes de Almeida est instructeur du ‘Troisième An’ jésuite lorsque, le 25 février 1976, le pape Paul VI le nomme évêque auxiliaire de Sao Paolo. Il reçoit la consécration épiscopale, le 2 mai 1976, des mains du cardinal Paulo Evaristo Arns. Il y met en place, à partir de 1977 une ’pastorale des mineurs d’âge’ pour protéger les enfants et adolescents blessés par la vie et défendre leurs droits fondamentaux.
Trois ans plus tard (1979) il est élu secrétaire général de la Conférence nationale des évêques du Brésil (CNBB), une des plus larges conférences épiscopales au monde. Rôle influent qu’il garde jusqu’en 1987. De 1987 à 1994 il en est le président.
Le 6 avril 1988, Mendes de Almeida est nommé par Jean-Paul II archevêque de Mariana, dans l’État de Minas Gerais, région rurale aux graves problèmes sociaux causés par l’exploitation sauvage et anarchique de mines de fer. Très écouté sur les questions de défense des droits de l’Homme et dans le domaine social en général il est, de 1992 à 2006, membre du Conseil pontifical Justice et Paix et d’autres instances et dicastères de la curie romaine (Saint-Siège). 
Luciano Mendes de Almeida meurt à Sao Paolo le 27 août 2006.

## Succession apostolique
Luciano Mendes de Almeida a ordonné les évêques suivants :
- Évêque Jacyr Francisco Braido (pt), C.S. (1995)
- Évêque Alessio Saccardo (pt), S.I. (2002)
- Évêque José Geraldo da Cruz (pt), A.A. (2003)
- Évêque Armando Bucciol (pt) (2004)

## Souvenir et vénération
- Cinq ans après sa mort son successeur au siège de Mariana, Mgr Geraldo Lyrio Rocha (pt), a demandé à la Congrégation pour les causes des saints l’autorisation d’ouvrir l’enquête en vue de la béatification de Mgr Mendes de Almeida. Sa demande est soutenue par les 300 évêques du Brésil réunis en Assemblée générale de la CNBB, en mai 2011. Le procès est ouvert le 27 août 2014, et depuis lors Mgr Luciano Mendes de Almeida est serviteur de Dieu.